# Phanerodon furcatus
Phanerodon furcatus är en fiskart som beskrevs av Girard, 1854. Phanerodon furcatus ingår i släktet Phanerodon och familjen Embiotocidae. Inga underarter finns listade i Catalogue of Life.